# Pine Grove (Pensilvania)
Pine Grove es un borough ubicado en el condado de Schuylkill en el estado estadounidense de Pensilvania. En el año 2000 tenía una población de 2.154 habitantes y una densidad poblacional de 771 personas por km².

## Geografía
Pine Grove se encuentra ubicado en las coordenadas 40°33′04″N 76°23′06″O / 40.55111, -76.38500.

## Demografía
Según la Oficina del Censo en 2000 los ingresos medios por hogar en la localidad eran de $35,865 y los ingresos medios por familia eran $49,737. Los hombres tenían unos ingresos medios de $31,369 frente a los $21,818 para las mujeres. La renta per cápita para la localidad era de $19,547. Alrededor del 2.6% de la población estaba por debajo del umbral de pobreza.